# Droga krajowa B294 (Niemcy)
Droga krajowa nr 294 (niem. Bundesstraße 294, B 294) – niemiecka droga krajowa w Badenii-Wirtembergii. Zaczyna się ona w Bretten krzyżując się z drogą krajową B35 a kończy się we Fryburgu Bryzgowijskim Nord krzyżując się z A5.

## Opis trasy
Droga krajowa 294 łączy się z drogą krajową B35 w Bretten, trasa biegnie przez Pforzheim (B10), dzielnicę Calmbach miasta Wildbad (B296), Freudenstadt (B28), Schiltach (B462), Hausach (B33), Haslach (B33), Waldkirch, Gundelfingen (B3), kończąc swój bieg we Fryburgu Bryzgowijskimu Nord (A5).